# 2002년 아시안 게임 태권도
2002년 아시안 게임 태권도 경기는 2002년 10월 10일에서 13일까지 대한민국 부산에서 열렸다. 남자 여자 각각 8체급에 걸쳐 열렸다. 모든 경기는 구덕운동장에서 진행되었으며, 개최국을 제외하고 한 국가에서 남자 5명, 여자 6명만이 참가할 수 있었다.

## 경기장
| 도시 | 경기장         | 원어명 | 로마자 | 수용 인원 | 경기    | 주석 |
| ---- | -------------- | ------ | ------ | --------- | ------- | ---- |
| 부산 | 구덕실내체육관 |        |        |           | 전 경기 |      |